# Deutscher Sportjournalistenpreis 2017
Die siebte Verleihung des Deutschen Sportjournalistenpreises fand am 3. April 2017 im Hamburger Grand Elysée Hotel statt. Es wurden Preise in neun Kategorien verteilt, außerdem wurde die Auszeichnung für das Lebenswerk und ein Preis für den „meistzitierten Fußballexperten“ vergeben.

## Preisträger

### Beste Sportfachzeitschrift
| Platz | Zeitschrift    |
| ----- | -------------- |
| 1.    | 11 Freunde     |
| 2.    | Handball Woche |
| 3.    | Basket         |

### Bester Sportteil in einer Tageszeitung
| Platz | Zeitung              |
| ----- | -------------------- |
| 1.    | Bild                 |
| 2.    | Süddeutsche Zeitung  |
| 3.    | Hamburger Abendblatt |

### Bester Sportauftritt Wochenzeitung/Magazin
| Platz | Zeitung/Zeitschrift                    |
| ----- | -------------------------------------- |
| 1.    | Bild am Sonntag                        |
| 2.    | Frankfurter Allgemeine Sonntagszeitung |
| 3.    | Welt am Sonntag                        |

### Bester Sportinternetauftritt
| Platz | Website       |
| ----- | ------------- |
| 1.    | zdfsport.de   |
| 2.    | spox.com      |
| 3.    | sportschau.de |

### Beste Sportsendung
| Platz | Sendung                         |
| ----- | ------------------------------- |
| 1.    | DKB Handballbundesliga (Sport1) |
| 2.    | Olympia live (ZDF)              |
| 3.    | Sportschau (ARD)                |

### Beste(r) Sportexperte/-expertin
| Platz | Person               |
| ----- | -------------------- |
| 1.    | Oliver Kahn (ZDF)    |
| 2.    | Mehmet Scholl (ARD)  |
| 3.    | Martin Schwalb (Sky) |

### Beste(r) Sportmoderator(in)
| Platz | Person                    |
| ----- | ------------------------- |
| 1.    | Anett Sattler (Sport1)    |
| 2.    | Alexander Bommes (ARD)    |
| 3.    | Matthias Opdenhövel (ARD) |

### Beste(r) Sportkommentator(in)
| Platz | Person                      |
| ----- | --------------------------- |
| 1.    | Wolff-Christoph Fuss (Sky)  |
| 2.    | Frank Buschmann (ran)       |
| 3.    | Wolf-Dieter Poschmann (ZDF) |

### Beste(r) Newcomer(in)
| Platz | Person                     |
| ----- | -------------------------- |
| 1.    | Marco Hagemann (Eurosport) |
| 2.    | Laura Papendick (Sky)      |
| 3.    | Markus Kavka (RTL Nitro)   |

### Sonstige Auszeichnungen
Der Deutsche Sportjournalistenpreis für das Lebenswerk wurde Ludger Schulze (Süddeutsche Zeitung) verliehen. Lothar Matthäus erhielt eine Auszeichnung als „meistzitierter Fußballexperte“.